# Grijsstaartjuweelkolibrie
De grijsstaartjuweelkolibrie (Lampornis cinereicauda) is een vogel uit de familie Trochilidae (kolibries).

## Verspreiding en leefgebied
Deze soort is endemisch in zuidelijk Costa Rica.